# Salix ichnostachya
Salix ichnostachya är en videväxtart som beskrevs av Nathaniel Wallich. Salix ichnostachya ingår i släktet viden, och familjen videväxter. Inga underarter finns listade i Catalogue of Life.